# ML-uppskattning

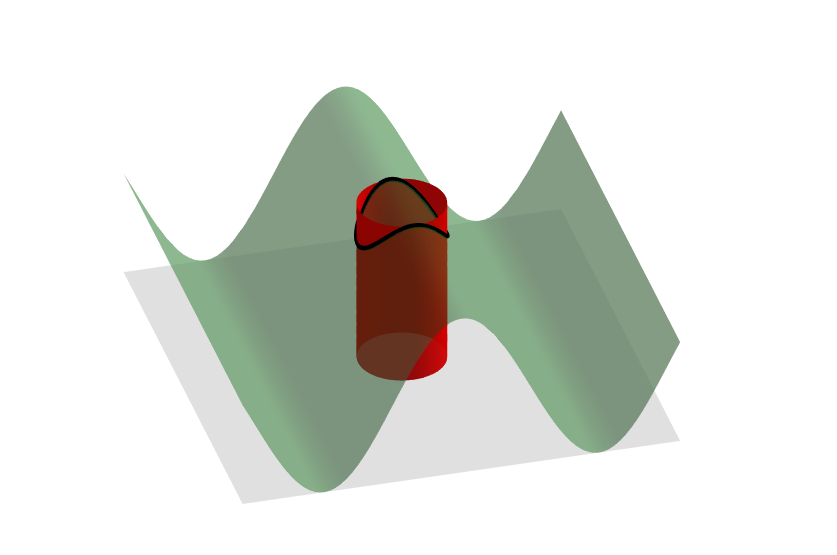
Eftersom en kurvintegral i det komplexa talplanet kan visualiseras (om real- och imaginärdelarna behandlas separat) som arean under kurvan (svart) blir en ML-uppskattning (röd) större än kurvintegralen.

En ML-uppskattning är ett sätt inom komplex analys  att ta fram en övre begränsning av en kurvintegral i det komplexa talplanet. Namnet kommer av att uppskattningen som ges är maximivärdet på kurvan (M) multiplicerat med kurvans längd (L).
Uppskattningen lyder: Antag att {\displaystyle f} är en komplexvärd funktion kontinuerlig på kurvan {\displaystyle C} och att absolutvärdet {\displaystyle |f(z)|} är begränsat på {\displaystyle C}. Då är
{\displaystyle \left|\int _{C}f(z)\ dz\right|\leq M\cdot L}
där {\displaystyle M=\max _{C}|f(z)|} och {\displaystyle L} är längden av kurvan {\displaystyle C}.

## Bevis
Satsen kan bevisas med triangelolikheten för integraler:
{\displaystyle \left|\int _{C}f(z)\ dz\right|=\left|\int _{a}^{b}f(\gamma (t))\gamma '(t)\ dt\right|\leq \int _{a}^{b}|f(\gamma (t))\gamma '(t)|\ dt\leq M\int _{a}^{b}|\gamma '(t)|\ dt=M\cdot L}